# Дрокия

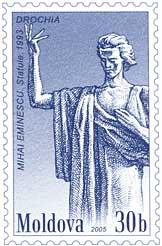
Памятник Эминеску на почтовой марке Молдавии, 2005 год

Дро́кия (рум. Drochia) — город в Молдавии, центр Дрокиевского района с 1971 года.
Этимология
Название города происходит от слова dropie, что значит дрофа.

## История
Дрокия впервые упоминается в летописи в 1777 году.
В 1830 году это было маленькое поселение из 25 семей. В 1847 году в Дрокии было построено первое промышленное предприятие — завод по переработке винограда. В 1875 году были построены две мельницы, которые приводились в движение с помощью пара. Более интенсивное развитие промышленности началось со строительством в конце XIX века железной дороги Бельцы—Окница.
3 сентября 1954 года Дрокия получила статус посёлка  и стала административным центром Дрокиевского района (до этого центром являлось село Надушита), а 28 декабря 1973 года — города, став 2000-м городом Советского Союза.
В 1991 году в ней проживало 21,9 тыс. жителей. 28 августа празднуется «день города».
В 2004 году проживало 16 606 жителей

### Первые упоминания в Хрониках
- 1777 — Дрокия была впервые упомянута в хрониках.
- 1830 — являлась населённым пунктом из 25-и семей.
- 1847 — согласно официальным документам организовано первое предприятие по переработке винограда.
- 1875 — построены 2 мельницы.
- 1889 — открыта железнодорожная станция.

## Экономика
Предприятия пищевой промышленности (производятся сыр и масло), производство строительных материалов. На окраине города работает завод сахарной промышленности, принадлежащий германскому концерну «Sudzuker-Moldova», и производящий сахар в количестве порядка 300 тонн в сутки. Летом 2008 года строился завод по сборке стеклопакетов и оконных рам, а также пластиковых труб.

## Собор Успения Богоматери
Собор Успения Богоматери является единственным святым местом в Молдове, где фрески были написаны румынским художником Петре Акитение. В брошюре «Собор Успения Богоматери», опубликованной в газете «Flux» батюшкой церкви, собор упоминается как самое значительное для жителей Дрокии архитектурное произведение. Собор был возведен за 4 года, начиная с 1988 года.

## Города-побратимы
| Страна, регион | Город-побратим | Год установления связи |
| -------------- | -------------- | ---------------------- |
| Беларусь       | Борисов        | -                      |
| Румыния        | Дорохой        | 1990                   |
| Украина        | Коломыя        | -                      |
| Италия         | Пинето         | -                      |
| Румыния        | Рэдэуци        | -                      |
| Румыния        | Ботошань       | 2017                   |

## Пресса и TV
Региональные издания которые освещают новости и публикуют официальную информацию о событиях в городе:
- Glia Drochiana (еженедельная газета)
- Drochia TV (телевидение)
- Drochia Reporter (интернет-портал)